# Светско првенство у алпском скијању 2011 — слалом за жене
Такмичење у слалому на Светском првенству у алпском скијању 2011. у женској конкуренцији у Гармиш-Партенкирхену одржано је као десета трка првенства у суботу 19. фебруара на стази Гудиберг. Прва вожња је почела у 10:00 по локалном времену, а друга у 13:30 часова.

## Карактеристике стазе
Карактеристике стазе су:
- Старт: на 950 метара надморске висине
- Циљ: на 770 метара надморске висине
- Висинска разлика: 210 м
- Број капија 63
- Температура: старт -1 °C, циљ + 1 °C, облачно

Победнице у овој дисциплини из Вал д'Изера, покушакле су да одбране титуле. Светска првакиња Немица Марија Риш завршила је на четвртом месту. Дугопласирана Чехиња Шарка Захробска је била 12, а трећепласирана Финкиња Тање Путиаинен је завршила као шеста.
Нова светска првакиња је Аустријанка Марлис Шилд победила је првим местом и добрим временом у првој вожњи иако је у другој била седма. Ово јој је прва титула на светским првенствима, без обзира што у светском купу има 27 победа. Победила је за 0,34 секунде испред своје земљакиње Катрин Цетел и 0,64 испред трећепласиране Швеђанке Марије Пијетиле-Холмнер.
Учествовало је 111 такмичарки из 46 земаља. После прве вожње отпале су 42, а после друге још 18, тако да је само 51 успешно завршила обе вожње.

## Земље учеснице
| - Андора (1) - Аргентина (4) - Аустралија (2) - Аустрија (4) - Белгија (1) - Босна и Херцеговина (2) - Белорусија (1) - Бугарска (1) - Данска (2) - Француска (4) - Финска (1) | - Грузија (1) - Грчка (3) - Хрватска (4) - Иран (4) - Исланд (2) - Италија (4) - Израел (2) - Јапан (3) - Јерменија (1) - Јужна Африка (1) - Канада (4) | - Кина (4) - Киргистан (2) - Летонија (3) - Либан (1) - Лихтенштајн (3) - Мађарска (4) - Немачка (5) - Нови Зеланд (1) - Перу (1) - Пољска (4 - Порторико (1) - Румунија (2) | - Русија (1) - САД (3) - Словачка (4) - Словенија (2) - Србија (1) - Шпанија (3) - Шведска (4) - Швајцарска (2) - Чешка (4) - Турска (1) - Украјина (1) - Узбекистан (3) |

## Победнице
|  | \|\| |

## Резултати
| Плас.  | Ст. бр. | Име                         | Држава              | 1. вожња         | Плас.            | 2. вожња              | Плас.                 | Укупно                | Заостатак             |
| ------ | ------- | --------------------------- | ------------------- | ---------------- | ---------------- | --------------------- | --------------------- | --------------------- | --------------------- |
| Злато  | 1       | Марлис Шилд                 | Аустрија            | 52,69            | 1                | 53,10                 | 7                     | 1:45,79               |                       |
| Сребро | 5       | Катрин Цетел                | Аустрија            | 53,30            | 3                | 52,83                 | 2                     | 1:46,13               | +0,34                 |
| Бронза | 3       | Марија Пијетиле-Холмнер     | Шведска             | 53,48            | 4                | 52,96                 | 4                     | 1:46,44               | +0,65                 |
| 4      | 4       | Марија Риш                  | Немачка             | 53,49            | 5                | 53,64                 | 19                    | 1:47,13               | +1,34                 |
| 5      | 8       | Тина Мазе                   | Словенија           | 54,26            | 8                | 53,29                 | 12                    | 1:47,55               | +1,76                 |
| 6      | 13      | Мануела Мелг                | Италија             | 54,37            | 9                | 53,28                 | 11                    | 1:47,65               | +1,86                 |
| 6      | 6       | Тања Поутијаинен            | Финска              | 52,90            | 2                | 54,75                 | 24                    | 1:47,65               | +1,86                 |
| 8      | 19      | Фрида Хансдотер             | Шведска             | 54,66            | 11               | 53,18                 | 9                     | 1:47,84               | +2,05                 |
| 9      | 2       | Nastasia Noens              | Француска           | 54.56            | 10               | 53.62                 | 18                    | 1:48.18               | +2.39                 |
| 10     | 15      | Вероника Зузулова           | Словачка            | 55,25            | 16               | 52,94                 | 3                     | 1:48,19               | +2,40                 |
| 11     | 34      | Ирене Куртони               | Италија             | 55,25            | 16               | 53,25                 | 10                    | 1:48,50               | +2,71                 |
| 12     | 7       | Шарка Захробска             | Чешка               | 55,11            | 15               | 53,65                 | 20                    | 1:48,76               | +2,97                 |
| 13     | 16      | Теса Ворли                  | Француска           | 55,47            | 18               | 53,34                 | 13                    | 1:48,81               | +3,02                 |
| 14     | 25      | Ан-Софи Барте               | Француска           | 55,80            | 21               | 53,04                 | 6                     | 1:48,84               | +3,05                 |
| 15     | 18      | Фани Хмелар                 | Немачка             | 55,07            | 14               | 54,02                 | 21                    | 1:49,09               | +3,30                 |
| 16     | 36      | Erin Mielzynski             | Канада              | 57.36            | 29               | 52.07                 | 1                     | 1:49.43               | +3.64                 |
| 17     | 20      | Ана Јелушић                 | Хрватска            | 56,27            | 24               | 53,17                 | 8                     | 1:49,44               | +3,65                 |
| 18     | 11      | Никол Хосп                  | Аустрија            | 54,22            | 7                | 55,24                 | 26                    | 1:49,46               | +3,67                 |
| 19     | 32      | Resi Stiegler               | САД                 | 56.08            | 23               | 53.39                 | 14                    | 1:49.47               | +3.68                 |
| 20     | 21      | Никол Ђус                   | Италија             | 55,97            | 22               | 53,55                 | 17                    | 1:49,52               | +3,73                 |
| 21     | 28      | Anna Goodman                | Канада              | 56.97            | 28               | 52.98                 | 5                     | 1:49.95               | +4.16                 |
| 21     | 24      | Дениз Фајерабенд            | Швајцарска          | 55.68            | 20               | 54.27                 | 22                    | 1:49.95               | +4.16                 |
| 23     | 10      | Катарина Дир                | Немачка             | 56.68            | 26               | 53.45                 | 15                    | 1:50.13               | +4.34                 |
| 24     | 29      | Emelie Wikström             | Шведска             | 56.72            | 27               | 53.47                 | 16                    | 1:50.19               | +4.40                 |
| 25     | 9       | Сандрин Обер                | Француска           | 55,47            | 18               | 55,18                 | 25                    | 1:50,65               | +4,86                 |
| 26     | 46      | Јана Гантнерова             | Словачка            | 57,57            | 30               | 54,46                 | 23                    | 1:52,03               | +6,24                 |
| 27     | 45      | Katarzyna Karasińska        | Пољска              | 57.83            | 32               | 55.69                 | 27                    | 1:53.52               | +7.73                 |
| 28     | 52      | Софија Новоселић            | Хрватска            | 57,81            | 31               | 55,99                 | 28                    | 1:53,80               | +8,01                 |
| 29     | 37      | Меган Макџејмс              | САД                 | 58,66            | 36               | 56,08                 | 29                    | 1:54,74               | +8,95                 |
| 30     | 53      | Агњешка Гонсјењица-Данијел  | Пољска              | 57,98            | 33               | 57,66                 | 32                    | 1:55,64               | +9,85                 |
| 31     | 41      | Eva Kurfürstová             | Чешка               | 58.73            | 37               | 57.44                 | 31                    | 1:56.17               | +10.38                |
| 32     | 51      | Невена Игњатовић            | Србија              | 58,80            | 38               | 57,42                 | 30                    | 1:56,22               | +10,43                |
| 33     | 63      | Каролина Храпек             | Пољска              | 58.92            | 39               | 57.75                 | 33                    | 1:56.67               | +10.88                |
| 34     | 67      | Макарена Симари Биркнер     | Аргентина           | 59,28            | 40               | 58,.41                | 36                    | 1:57,69               | +11,90                |
| 35     | 62      | Ива Мисак                   | Хрватска            | 59,85            | 41               | 58,35                 | 35                    | 1:58,20               | +12,41                |
| 36     | 58      | Лелде Гасуна                | Летонија            | 1:01,46          | 42               | 59,71                 | 38                    | 2:01,17               | +15,38                |
| 37     | 80      | Жофиа Деме                  | Мађарска            | 1:01,72          | 44               | 1:00,21               | 39                    | 2:01,93               | +16,14                |
| 38     | 57      | Марија Белен Симари Биркнер | Аргентина           | 1:03,77          | 48               | 58,22                 | 34                    | 2:01,99               | +16,20                |
| 39     | 76      | Ана Берец                   | Мађарска            | 1:01,86          | 45               | 1:00,58               | 40                    | 2:02,44               | +16,65                |
| 40     | 81      | Саломе Банкора              | Аргентина           | 1:03,79          | 49               | 1:00,91               | 41                    | 2:04,70               | +18,91                |
| 41     | 39      | Мое Ханаока                 | Јапан               | 1:07,26          | 53               | 59,16                 | 37                    | 2:06,42               | +20,63                |
| 42     | 82      | Никол Валкареги             | Грчка               | 1:04,77          | 51               | 1:02,73               | 42                    | 2:07,50               | +21,71                |
| 43     | 64      | Сара Џарвис                 | Нови Зеланд         | 1:04,25          | 50               | 1:03,63               | 43                    | 2:07,88               | +22,09                |
| 44     | 91      | Ксенија Григорева           | Узбекистан          | 1:06,28          | 52               | 1:04,25               | 44                    | 2:10,53               | +24,74                |
| 45     | 86      | Тугба Дасдемир              | Турска              | 1:08,82          | 55               | 1:04.87               | 45                    | 2:13,69               | +27,90                |
| 46     | 78      | Елизабет Пилат              | Аустралија          | 1:08.75          | 54               | 1:05,66               | 46                    | 2:14,41               | +28,62                |
| 47     | 87      | Qin Xiyue                   | Кина                | 1:10.51          | 57               | 1:09.17               | 47                    | 2:19.68               | +33.89                |
| 48     | 99      | Доната Хелнер               | Мађарска            | 1:10,58          | 58               | 1:09,66               | 48                    | 2:20,24               | +34,45                |
| 49     | 102     | Селина Хелнер               | Мађарска            | 1:11,56          | 59               | 1:10,00               | 49                    | 2:21,56               | +35,77                |
| 50     | 92      | Параскеви Мавриду           | Грчка               | 1:11,56          | 59               | 1:10,03               | 50                    | 2:21,59               | +35,80                |
| 51     | 65      | Лавинија Кристал            | Аустралија          | 1:02,18          | 46               | 1:27,25               | 51                    | 2:29,43               | +43,64                |
|        | 22      | Михаела Кирхгасер           | Аустрија            | 53,93            | 6                | није завршила         | није завршила         | није завршила         | није завршила         |
|        | 12      | Susanne Riesch              | Немачка             | 54,88            | 12               | није завршила         | није завршила         | није завршила         | није завршила         |
|        | 27      | Сара Шлепер                 | САД                 | 54,93            | 13               | није завршила         | није завршила         | није завршила         | није завршила         |
|        | 33      | Венди Холденер              | Швајцарска          | 56,48            | 25               | није завршила         | није завршила         | није завршила         | није завршила         |
|        | 38      | Мизуе Хоши                  | Јапан               | 58.06            | 34               | није завршила         | није завршила         | није завршила         | није завршила         |
|        | 35      | Ève Routhier                | Канада              | 58.44            | 35               | није завршила         | није завршила         | није завршила         | није завршила         |
|        | 68      | Изабел ван Бојндер          | Белгија             | 1:01.68          | 43               | није завршила         | није завршила         | није завршила         | није завршила         |
|        | 89      | Малене Мадсен               | Данска              | 1:09,35          | 56               | није завршила         | није завршила         | није завршила         | није завршила         |
|        | 88      | Сандра-Елена Нареа          | Румунија            | 1:02,38          | 47               | дисквалификована      | дисквалификована      | дисквалификована      | дисквалификована      |
|        | 100     | Љу Јанг                     | Кина                | 1:15,10          | 61               | није се квалификовала | није се квалификовала | није се квалификовала | није се квалификовала |
|        | 98      | Фатеме Кијадарбандсари      | Иран                | 1:17,02          | 62               | није се квалификовала | није се квалификовала | није се квалификовала | није се квалификовала |
|        | 103     | Светлана Баранова           | Узбекистан          | 1:18,48          | 63               | није се квалификовала | није се квалификовала | није се квалификовала | није се квалификовала |
|        | 94      | Марјан Калхор               | Иран                | 1:18,59          | 64               | није се квалификовала | није се квалификовала | није се квалификовала | није се квалификовала |
|        | 109     | Лида Звозникова             | Киргистан           | 1:19,20          | 65               | није се квалификовала | није се квалификовала | није се квалификовала | није се квалификовала |
|        | 104     | Татјана Баранова            | Узбекистан          | 1:20,98          | 66               | није се квалификовала | није се квалификовала | није се квалификовала | није се квалификовала |
|        | 106     | Сара Екмекеџијан            | Либан               | 1:21,98          | 67               | није се квалификовала | није се квалификовала | није се квалификовала | није се квалификовала |
|        | 105     | Љу Ју                       | Кина                | 1:23,.41         | 68               | није се квалификовала | није се квалификовала | није се квалификовала | није се квалификовала |
|        | 107     | Ане Либак Нилсен            | Данска              | 1:29,19          | 69               | није се квалификовала | није се квалификовала | није се квалификовала | није се квалификовала |
|        | 85      | Нино Циклаури               | Грузија             | није стартовала  | није стартовала  | није стартовала       | није стартовала       | није стартовала       | није стартовала       |
|        | 108     | Ирина Волкова               | Киргистан           | није стартовала  | није стартовала  | није стартовала       | није стартовала       | није стартовала       | није стартовала       |
|        | 14      | Therese Borssén             | Шведска             | није завршила    | није завршила    | није завршила         | није завршила         | није завршила         | није завршила         |
|        | 23      | Мари Мишел Гањон            | Канада              | није завршила    | није завршила    | није завршила         | није завршила         | није завршила         | није завршила         |
|        | 26      | Марина Ниг                  | Лихтенштајн         | није завршила    | није завршила    | није завршила         | није завршила         | није завршила         | није завршила         |
|        | 30      | Маруша Ферк                 | Словенија           | није завршила    | није завршила    | није завршила         | није завршила         | није завршила         | није завршила         |
|        | 31      | Џулија Манкусо              | САД                 | није завршила    | није завршила    | није завршила         | није завршила         | није завршила         | није завршила         |
|        | 42      | Федерика Брињон             | Италија             | није завршила    | није завршила    | није завршила         | није завршила         | није завршила         | није завршила         |
|        | 43      | Миреја Гутијерез            | Андора              | није завршила    | није завршила    | није завршила         | није завршила         | није завршила         | није завршила         |
|        | 44      | Карен Персин                | Белгија             | није завршила    | није завршила    | није завршила         | није завршила         | није завршила         | није завршила         |
|        | 47      | Ребека Бихлер               | Лихтенштајн         | није завршила    | није завршила    | није завршила         | није завршила         | није завршила         | није завршила         |
|        | 48      | Ванеса Штедлер              | Лихтенштајн         | није завршила    | није завршила    | није завршила         | није завршила         | није завршила         | није завршила         |
|        | 49      | Michaela Smutná             | Чешка               | није завршила    | није завршила    | није завршила         | није завршила         | није завршила         | није завршила         |
|        | 50      | Јана Сквратова              | Словачка            | није завршила    | није завршила    | није завршила         | није завршила         | није завршила         | није завршила         |
|        | 54      | Александра Клус             | Пољска              | није завршила    | није завршила    | није завршила         | није завршила         | није завршила         | није завршила         |
|        | 55      | Кристина Салова             | Словачка            | није завршила    | није завршила    | није завршила         | није завршила         | није завршила         | није завршила         |
|        | 56      | Марија Киркова              | Бугарска            | није завршила    | није завршила    | није завршила         | није завршила         | није завршила         | није завршила         |
|        | 59      | Ксенија Алопина             | Русија              | није завршила    | није завршила    | није завршила         | није завршила         | није завршила         | није завршила         |
|        | 60      | Теа Палић                   | Хрватска            | није завршила    | није завршила    | није завршила         | није завршила         | није завршила         | није завршила         |
|        | 61      | Мартина Дубовска            | Чешка               | није завршила    | није завршила    | није завршила         | није завршила         | није завршила         | није завршила         |
|        | 66      | Маја Клепић                 | Босна и Херцеговина | није завршила    | није завршила    | није завршила         | није завршила         | није завршила         | није завршила         |
|        | 69      | Ирис Гудмундсдотир          | Исланд              | није завршила    | није завршила    | није завршила         | није завршила         | није завршила         | није завршила         |
|        | 70      | Жана Новаковић              | Босна и Херцеговина | није завршила    | није завршила    | није завршила         | није завршила         | није завршила         | није завршила         |
|        | 71      | Богдана Мацоцка             | Украјина            | није завршила    | није завршила    | није завршила         | није завршила         | није завршила         | није завршила         |
|        | 72      | Марија Шканова              | Белорусија          | није завршила    | није завршила    | није завршила         | није завршила         | није завршила         | није завршила         |
|        | 73      | Андреа Ђарди                | Шпанија             | није завршила    | није завршила    | није завршила         | није завршила         | није завршила         | није завршила         |
|        | 74      | Хулијета Кирога             | Аргентина           | није завршила    | није завршила    | није завршила         | није завршила         | није завршила         | није завршила         |
|        | 75      | Катрин Кристјандотир        | Исланд              | није завршила    | није завршила    | није завршила         | није завршила         | није завршила         | није завршила         |
|        | 79      | Кристина Кроне              | Порторико           | није завршила    | није завршила    | није завршила         | није завршила         | није завршила         | није завршила         |
|        | 83      | Јулија Петрута Крачун       | Румунија            | није завршила    | није завршила    | није завршила         | није завршила         | није завршила         | није завршила         |
|        | 84      | Сја Лина                    | Кина                | није завршила    | није завршила    | није завршила         | није завршила         | није завршила         | није завршила         |
|        | 93      | Јом Хиршфелд                | Израел              | није завршила    | није завршила    | није завршила         | није завршила         | није завршила         | није завршила         |
|        | 95      | Рони Кијек-Гедалијаху       | Израел              | није завршила    | није завршила    | није завршила         | није завршила         | није завршила         | није завршила         |
|        | 96      | Зиба Калхор                 | Иран                | није завршила    | није завршила    | није завршила         | није завршила         | није завршила         | није завршила         |
|        | 97      | Лиене Фимабауере            | Летонија            | није завршила    | није завршила    | није завршила         | није завршила         | није завршила         | није завршила         |
|        | 101     | Митра Калхор                | Иран                | није завршила    | није завршила    | није завршила         | није завршила         | није завршила         | није завршила         |
|        | 110     | Лаура Бауер                 | Јужна Африка        | није завршила    | није завршила    | није завршила         | није завршила         | није завршила         | није завршила         |
|        | 111     | Сирануш Магакјан            | Јерменија           | није завршила    | није завршила    | није завршила         | није завршила         | није завршила         | није завршила         |
|        | 17      | Христина Гајгер             | Немачка             | дисквалификована | дисквалификована | дисквалификована      | дисквалификована      | дисквалификована      | дисквалификована      |
|        | 40      | Еми Хасегава                | Јапан               | дисквалификована | дисквалификована | дисквалификована      | дисквалификована      | дисквалификована      | дисквалификована      |
|        | 77      | Софија Рали                 | Грчка               | дисквалификована | дисквалификована | дисквалификована      | дисквалификована      | дисквалификована      | дисквалификована      |
|        | 90      | Орнела Ерл Рејес            | Перу                | дисквалификована | дисквалификована | дисквалификована      | дисквалификована      | дисквалификована      | дисквалификована      |